# Syrrhoe oluta
Syrrhoe oluta är en kräftdjursart som beskrevs av J. L. Barnard 1972. Syrrhoe oluta ingår i släktet Syrrhoe och familjen Synopiidae. Inga underarter finns listade i Catalogue of Life.